# Hubert Curien
Hubert Curien (Cornimont, 30 de outubro de 1924 – 6 de fevereiro de 2005) foi um físico francês, participante fundamental na política da ciência europeia, como presidente do Conselho do CERN (1994–1996), primeiro presidente da Agência Espacial Europeia (ESA) de 1981 a 1984, e segundo presidente da Academia Europaea e presidente da Fondation de France.

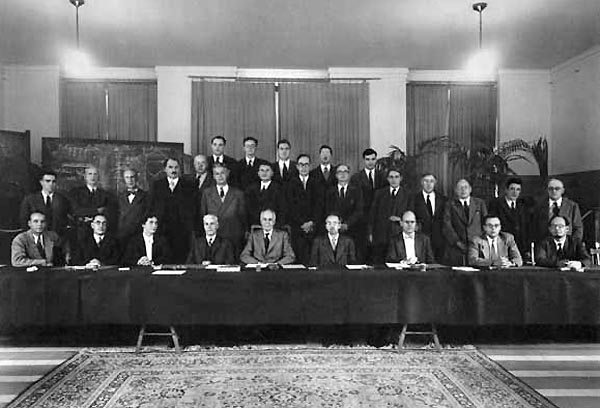
Conferência de Solvay sobre física em Bruxelas, 1951. Da esquerda para a direita, sentados: Crussaro, Norman Percy Allen, Yvette Cauchois, Borelius, William Lawrence Bragg, Christian Møller, Sietz, John Herbert Hollomon, Frank; fila do meio: Gerhart Rathenau,^{(nl)} Koster, Erik Rudberg,^{(sv)}, Flamache, Goche, Groven, Egon Orowan, Jan Burgers, William Bradford Shockley, André Guinier, C.S. Smith, Ulrich Dehlinger, Laval, Émile Henriot; fila superior: Gaspart, Lomer, Alan Cottrell, Georges Homes, Hubert Curien

## Formação
Curien alistou-se na Resistência Francesa durante a Segunda Guerra Mundial. Após a guerra estudou física na Escola Normal Superior de Paris.
Curien foi diretor geral do Centre national de la recherche scientifique (CERN) em 1969, sendo um dos fundadores da Fundação de Ciências da Europa e seu presidente de 1979 a 1984. Também foi chefe da agência espacial francesa de 1976 a 1984 e primeiro presidente do conselho da ESA de 1981 a 1984.
Curien foi Ministro de Pesquisa da França de 1984 a 1986 e de 1988 a 1993. Foi eleito membro da Académie des Sciences em 1994.
Curien foi presidente da Fondation de France de 1998 a 2000.
Dois anos depois, em novembro de 2002, aposentou-se do CERN após 38 anos de contribuição para projetos de aceleradores, começando como fellow em 1964.
Em homenagem a Curien, o Ministério das Relações Exteriores da França decidiu renomear seus programas bilaterais de intercâmbio científico, anteriormente chamados de "Programas de Ação Integrada" ou "PAI" para "Parcerias Hubert Curien" ou "PHC". O Ministério das Relações Exteriores da França possui essas "Parcerias Hubert Curien" com mais de 60 países.
O Forum Engelberg de 2004 também prestou homenagem a seu presidente Curien, por ocasião de seu aniversário de 80 anos.